# Chaetocnema afghana
Chaetocnema afghana es un coleóptero de la familia Chrysomelidae. Fue descrita científicamente en 1988 por Gruev.